# Urgentni centar (američka TV serija, 1. sezona)
Prva sezona serije Urgentni centar je emitovana od 19. septembra 1994. do 18. maja 1995. godine na kanalu NBC i broji 25 epizoda.

## Opis
U glavnu postavu su ušli Entoni Edvards, Džordž Kluni, Šeri Stringfild, Noa Vajl i Erik La Sejl. U epizodi "Prvi dan" Džulijana Margulis je unapređena u glavnu postavu.

## Uloge

### Glavne
- Entoni Edvards kao Mark Grin
- Džordž Kluni kao Daglas Ros
- Šeri Stringfild kao Suzan Luis
- Noa Vajl kao Džon Karter
- Džulijana Margulis kao Kerol Hatavej (Epizode 2-25)
- Erik La Sejl kao Piter Benton

### Epizodne
- Džulijana Margulis kao Kerol Hatavej (Epizoda 1)
- Glorija Ruben kao dr. Džini Bule (Epizode 14-15, 17, 20-25)
- Mina-Na kao Džing-Mej Čen (Epizode 13-17, 19-21)

## Epizode
| Br. u seriji | Br. u sezoni | Naslov                          | Reditelj             | Scenarista                                           | Premijerno emitovanje |
| --- | ------------ | ------------------------------- | -------------------- | ---------------------------------------------------- | --------------------- |
| 1 | 1            | "24 Sata"                       | Rob Holkomb          | Majkl Krajton                                        | 19. septembar 1994    |
| Džon Karter, student treće godine medicine, počinje svoj prvi dan u Opštoj bolnici u Čikagu. Dr. Mark Grin, lekar stažista u urgentnom centru, odbija da otvori ličnu praksu dok balansira svoje obaveze u urgentnom centru i u zategnutom braku. Dr. Suzan Luis, još jedan lekar stažista, se suočava sa bezbroj bolesnika, kao i sa bolesnikom sa proširenim rakom. Dr. Piter Benton dijagnostikuje bolesniku trostruko A i rizikuje svoju karijeru da bi ga izlečio. Dr. Dag Ros, pedijatar u urgentnom centru, se suočava sa ženom zbog mogućeg zlostavljanja sina. Glavna sestra Kerol Hatavej se vraća nekoliko sati nakon što je primljena kao bolesnica jer se predozirala u pokušaju da se ubije. Prva pojava Marka Grina, Daglasa Rosa, Suzan Luis, Džona Kartera, Kerol Hatavej i Pitera Bentona. |              |                                 |                      |                                                      |                       |
| 2 | 2            | "Prvi dan"                      | Mimi Leder           | Džon Velns                                           | 22. septembar 1994    |
| Luisova se svađa sa psihijatrom stažistom, dr. Divom Cvetićem, oko nege senilnog bolesnika. Grin pokušava da nagovori starijeg čoveka da dozvoli da mu skinu suprugu sa aparata za održavanje u životu iako je moždano mrtva. Benton ispravlja dijagnozu bolesnika koju je doneo njegov lekar. Kartera zavodi seksi bolesnica. Porodica dolazi nakon saobraćajne nesreće koja ima veze sa alkoholom. Grinu žena prolazi pravosudni ispit i oni vode ljubav u bolničkom toaletu. Ros ide u posetu Hatavejevoj koja se oporavlja od pokušaja samoubistva. |              |                                 |                      |                                                      |                       |
| 3 | 3            | "Odlazak kući"                  | Mark Tinker          | Lidija Vudvard                                       | 29. septembar 1994    |
| Hatavejeva se vraća na posao nakon pokušaja ubistva i dobija podršku od kolega i od njenog dečka ortopeda, dr. Džona "Taga" Taglijarija. Grin pronalazi poteškoće u lečenju bolesnice od porodičnog nasilja. Tajanstvena žena dolazi u urgentni centar i peva lekarima i bolesnicima dok lekari pokušavaju da oktriju ko je ona. Luisova ima srčanog bolesnika. Benton radi sa prodavcem koji se branio dok mu je radnja pljačkana. Rosa grize savest zbog Hatavejinog pokušaja samoubistva. |              |                                 |                      |                                                      |                       |
| 4 | 4            | "Saobraćajna nesreća"           | Mimi Leder           | Pol Mening                                           | 6. oktobar 1994       |
| Ros pokušava da se pomiri sa Hatavejevom dok radi sa samohranom majkom i njenim sinom nakon što je ustanovljeno da je ona šizofeničarka. Benton se svađa sa drugim hirurgom oko žrtve saobraćajne nesreće. Karter meša bolesnike dok obaveštava porodicu o gubitku bolesnika. Oženjeni čovek je primljen zbog srčanog udara dok je vezan lisicama za svoju ljubavnicu. Mobilni agenta za nekretnine izaziva elektronske probleme u celom urgentnom centru. |              |                                 |                      |                                                      |                       |
| 5 | 5            | "U toj dobroj noći"             | Robert Nejtan        | Čarls Hed                                            | 13. oktobar 1994      |
| Grin razmišlja o odluci da se preseli u Milvoki sa svojom ženom Dženifer da bi ona mogla da gradi advokatsku karijeru. On i ostatak lekara iz urgentnog centra čuvaju kandidata za presađivanje srca koji je na samrti. Rosu dolazi žena koja ne može da priušti lek za ćerku asmatičarku. Karter je možda napravi ogrešku sa bivšim bolesnikom. Luisova dobija čoveka koji se bratimio i koji ima trovanje alkoholom i zove svoju majku da nađe svojoj razbludnoj sestri Kloi posao. |              |                                 |                      |                                                      |                       |
| 6 | 6            | "Čikaška vrelina"               | Elodi Kin            | Sinopis: Džon Vels Scenario: Nil Bir                 | 20. oktobar 1994      |
| Čikago pogađa nepodnošljivi talas vrućine, a klima u Opštoj bolnici ne radi. Grin dovodi svoju ćerku Rejčel na posao sa soobm dok Dženifer traži stan u Milvokiju. Ros radi sa petogodišnjakinjom koja je ušmrkala kokain. Benton pokušava da spasi ranjenog pljačkaša koga je ranio prodavac. Luisova pokušava da se izbori sa Kloinim umnim problemima. Hatavejeva i ostale sestre se klade na nivo alkohola u krvi bolesnika. |              |                                 |                      |                                                      |                       |
| 7 | 7            | "Još jedan savršen dan"         | Vern Gilam           | Sinopis: Lidija Vudvard Scenario: Lens Džentil       | 3. novembar 1995      |
| Ros i Hatavejeva spašavaju mladu žrtvu brodske nesreće. Podležu svojim osećanjima na kratko što tera Hatavejevu da razmisli o useljenju kod Taga. Kloi prekida sastank Luisove i Cvetića za Luisovin rođendan. Benton se takmiči za prestižnu stipendiju. Grin sprovodi Kartera kroz urgentni centar dajući Karteru samopouzdanje. |              |                                 |                      |                                                      |                       |
| 8 | 8            | "Devet i po sati"               | Džejms Hejman        | Robert Nejtan                                        | 10. novembar 1994     |
| Grin javlja da je bolestan da bi on i Dženifer mogli da provedu dan zajedno i ostavlja Rosa da brine o urgentnom centru. Karter radi sa srednjoškolcem rvačem koji se izgladnio da bi smršao. Hatavejeva savetuje mladu žrtvu silovanja. Benton brine o svojoj senilnoj majci i sukobljava se sa Rosom. Luisovu brine Cvetićevo ponašanje. |              |                                 |                      |                                                      |                       |
| 9 | 9            | "UC Poverljivo"                 | Danijel Sekim        | Pol Mening                                           | 17. novembar 1994     |
| Luisova je uhvaćena u sredini jer i Cvetić i Kloi imaju probleme. Karter pokušava da pomogne transvestitu sklonom samoubistvu. Urgentni centar pokušava da spasi dva dečaka koja su ubila devojčicu u saobraćajnoj nesreći. Benton poziva KArtera za Dan zahvalnosti kod sovje porodice. Hatavejeva priznaje svoja osećanja prema Rosu Tagu nakon što je Ros našao novu devojku. |              |                                 |                      |                                                      |                       |
| 10 | 10           | "Mećava"                        | Mimi Leder           | Sinopis: Lens Džentil Scenario: Nil Bir i Pol Mening | 8. decembar 1994      |
| Mećava je u decembru, a dan počinje tiho. Hatavejeva najavljuje veridbu sa Tagom. Lekari i sestre se šale sa Karterom koji spava. Odjednom, Opšta bolnica zapada u krizu kad su žrtve iz lančanog sudara 32 automobila preplavile bolnicu. Među žrtvama su mladić za koga Benton zna da je izgubio nogu, Rosov bolesnik koji iznenada umire dok čeka na lečenje i čovek koji je zavejan kod kuće i koji zove Grina kad njegova žena odbije da ide u bolnicu da se porodi. Luisova pokušava da spasi čoveka koji ima izrastak na arteriji, a bolesnika spašava osoba od koje se to nije očekivalo. |              |                                 |                      |                                                      |                       |
| 11 | 11           | "Dar"                           | Feliks Enrike Alkala | Nil Bir                                              | 15. decembar 1994     |
| Ekipa za prenos je krenula helikopterom da primi donirane organe - ali Benton nije još obavestio najbližu rodbinu o doniranju organa. I iako je Badnje veče, Grin nije našao vreme da kupi pooklone. Ros prekida Hatavejinu proslavu veridbe. Karter daje Luisovoj poklon tajnog Božić Bate, a Kloi joj daje drugi: najavu svoje trudnoće. |              |                                 |                      |                                                      |                       |
| 12 | 12           | "Srećna Nova Godina"            | Čarls Hed            | Lidija Vudvard                                       | 5. januar 1995        |
| Karter dokazuje da je spreman za operaciju - ali njegov prvi dan na hirurgiji postaje komedija. Posledice su loše kada Luisova otpusti srčanog bolesnika. Benton mora da reši porodični sukob. |              |                                 |                      |                                                      |                       |
| 13 | 13           | "Sreća prilikom izbora"         | Rod Holkomb          | Pol Mening                                           | 12. januar 1995       |
| Luisova je pod istragom zbog nemara, a Grinu je naređeno da nadzire njen rad. Carinik dovodi osumnjičenog kome je želudac pun krijumčarske robe. Karter vodi novu studentkinju medicine Deb u obilazak urgentnog centra. Prva pojava Džing-Mej Čen. |              |                                 |                      |                                                      |                       |
| 14 | 14           | "Putovanje dugog dana"          | Anita Adison         | Robert Nejtan                                        | 19. januar 1995       |
| Luisova je formalno optužena za nemar. Neprestana parada krize i mladih bolesnika teško pada Rosu. U međuvremenu, žrtva srčanog udara pod negom Luisove je lekar koji ju je zamalo koštao karijere. Benton unajmljuje fizioterapeutkinju Džini Bule da brine o njegovoj majci. Prva pojava Džini Bule. |              |                                 |                      |                                                      |                       |
| 15 | 15           | "15. Februar 1995."             | Džejms Hejman        | Džon Vels                                            | 2. februar 1995       |
| Morgenstern iznenađuje Grina novom ponudom za posao. Žena koja je smrnto bolesna od raka dojke traži od Grina da joj pomogne da umre. Naoružani dečak preti zaposlenima u bolnici. Žrtve sudara dovedene u urgentni centar odjednom nestaju, a Hatavejeva, Ros i Karter njuškaju po bolnici da bi ih našli. Zmija se izgubila u urgentnom centru. |              |                                 |                      |                                                      |                       |
| 16 | 16           | "Neka budu dva srca"            | Mimi Leder           | Lidija Vudvard                                       | 9. februar 1995       |
| Kejson obleće oko Luisove romantično. Ros i Hatavejeva brinu o maloj ruskinji koja ima SIDU i koju je usvojiteljka napustila. Policajac dovodi psa koga je udario kolima. Luisova i Hatavejeva leče školske navijačice koje su pojeve čokoladice sa drogom. |              |                                 |                      |                                                      |                       |
| 17 | 17           | "Rođendanska proslava"          | Elodi Kin            | Džon Vels                                            | 16. februar 1995      |
| Grin i Benton moraju na porodične rođendane, ali urgentni centar zahteva da odsustvuju. U međuvremenu, Karter greškom misli da je Bentonu rođendan pa mu unejmljuje trbušne plesačice kao iznenađenje. Hatavejeva razmišlja o usvajanju. Ros napada čoveka u urgentnom centru za koga misli da je izbacio svoju ćerku kroz prozor i dobija disciplinsku. |              |                                 |                      |                                                      |                       |
| 18 | 18           | "Nesanica u Čikagu"             | Kristofer Čulak      | Pol Mening                                           | 23. februar 1995      |
| Benton nije spavao 48 sati što dovodi do nevolje. Prevarant ordinira po spratu. Grinova žena hoće razvod. Hatavejina prošlost se vraća da je progoni. |              |                                 |                      |                                                      |                       |
| 19 | 19           | "Izgubljen ljbavni napor"       | Mimi Leder           | Lens Džentil                                         | 9. mart 1995          |
| Grin pravi daje pogrešnu dijagnozu trudnici što dovodi do duge i mučne operacije. U međuvremenu, Bentonova majka lomi kuk i mora hitno na operaciju. |              |                                 |                      |                                                      |                       |
| 20 | 20           | "Pun mesec subotom uveče"       | Dona Dič             | Nil Bir                                              | 30. mart 1995         |
| Mesec je pun kao i urgentni centar - napunjen sa zalogodavcima, čovekom koji je umislio da je vukodlak i ostalih ludaka - a Luisova je jedini stažista koji je dostupan. Zbog emotivnih problema Grin ne ostavlja dobar utisak na novog šefa urgentnog centra. |              |                                 |                      |                                                      |                       |
| 21 | 21           | "Kula od karata"                | Fred Gerber          | Trejsi Stern                                         | 6. april 1995         |
| Grin mora na seminar zbog slučaja trudničke toksemije gde je postavio pogrešnu dijagnozu. Protivništvo između Kartera i Čenove ima za ishod to da Čenova pravi gadnu grešku. Luisina trudna sestra Kloi se vraća iz Teksasa. |              |                                 |                      |                                                      |                       |
| 22 | 22           | "Ljudi planiraju, bog se smeje" | Kristofer Čulak      | Robert Nejtan                                        | 27. april 1995        |
| Benton nadoknađuje svoju nemogućnost da pomogne majci tako što zove da se pomogne njegovim bolesnicima. U međuvremenu, Grin pokušava da spasi svoj brak - ali to znači manje rada na poslu i manje sviđanja kod novog šefa urgentnog centra. |              |                                 |                      |                                                      |                       |
| 23 | 23           | "Ljubav među ruševinama"        | Fred Gerber          | Pol Mening                                           | 4. maj 1995           |
| Pozadina Karterove porodice je otkrivena. Benton počinje da se viđa sa udatom ženom. Hatavejeva ima nevolje sa pipsanjem govora za venčanje. Grin živi sa ženom u Milvokiju, ali brak im se i dalje raspada. Luisova leči bolesnicu sklonu samoubistvu. |              |                                 |                      |                                                      |                       |
| 24 | 24           | "Majčinstvo"                    | Kventin Tarantino    | Lidija Vudvard                                       | 11. maj 1995          |
| Ros mora da reši probleme sa opredeljenjošću. Karterova budućnost nije sigurna. Luisova pomaže da joj se rodi sestričina. Benton prima loše vesti o svojoj majci. |              |                                 |                      |                                                      |                       |
| 25 | 25           | "Sve staro je opet novo"        | Mimi Leder           | Džon Vels                                            | 18. maj 1995          |
| I Grin i Karter dobijaju iznenađujuće vesti. Na venčanju Hatavejeve ne ide sve po planu. |              |                                 |                      |                                                      |                       |